# Marimont-lès-Bénestroff
Marimont-lès-Bénestroff település Franciaországban, Moselle megyében. Lakosainak száma 53 fő (2022. január 1.). Marimont-lès-Bénestroff Bassing, Bénestroff, Bourgaltroff, Nébing és Vahl-lès-Bénestroff községekkel határos.

## Népesség
A település népességének változása:
| Lakosok száma | 50   | 52   | 53   | 48   | 43   | 40   | 38   | 41   | 45   | 53   |
|               | 1968 | 1982 | 1990 | 2006 | 2013 | 2015 | 2017 | 2019 | 2020 | 2022 |